# Hans Daniel Lind
Hans Daniel Lind, född den 17 juli 1847 i Köpenhamn, död där den 25 januari 1924, var en dansk historiker.
Lind blev teologie kandidat 1871 och kyrkoherde 1879, vilket han 1898–1920 var i Skelby nära Næstved. Han författade en rad skrifter om danska flottans historia: Nyboder og dets Beboere, især i ældre Tid (1882), Kong Christian IV og hans Mænd paa Bremerholm (1889), Kong Frederik III's Sømagt (1896) och Fra Kong Frederik II's Tid (1902).